# Aleksandar Kapisoda
Aleksandar Kapisoda (* 17. September 1989 in Osijek, SFR Jugoslawien, heute Kroatien) ist ein montenegrinischer Fußballspieler.

## Karriere
2009 unterschrieb Aleksander seinen ersten Vertrag beim montenegrinischen Verein FK Mogren. Nach 103 Spielen wechselte er 2015 zu OFK Petrovac. 2016 zog es ihn nach Asien. Hier unterschrieb er einen Vertrag beim thailändischen Zweitligisten Air Force Central FC in Bangkok. Mit dem Verein stieg er 2018 in die erste Liga auf. 2019 wechselte er zum Ligakonkurrenten Thai Honda Ladkrabang FC, einem Verein, der ebenfalls in der Hauptstadt beheimatet war. Nachdem er Verein Ende 2019 bekannt gab, dass er sich vom Spielbetrieb zurückzieht, wechselte er 2020 zum Zweitligisten Udon Thani FC. Für den Verein aus Udon Thani absolvierte er 58 Zweitligaspiele. Zuletzt war er Kapitän der Mannschaft. Im Juli 2022 unterschrieb er einen Vertrag beim Zweitligaaufsteiger Nakhon Si United FC. Für den Verein aus Nakhon Si Thammarat bestritt er 27 Zweitligaspiele. Nach der Saison wurde sein Vertrag im Sommer 2023 nicht verlängert. Im Juli 2023 nahm ihn der Erstligaabsteiger Nongbua Pitchaya FC unter Vertrag. Am Ende der Saison 2023/24 wurde er mit dem Klub Vizemeister und stieg in die erste Liga auf. Nach dem Aufstieg wurde sein Vertrag im Sommer 2024 nicht verlängert. Für den Verein aus Nong Bua Lamphu bestritt er 25 Ligaspiele. Im Juli 2024 kehrte er zu seinem ehemaligen Verein OFK Petrovac zurück.

## Erfolge
FK Mogren
- Montenegrinischer Meister: 2010/11
- Montenegrinischer Pokal: 2011 (Finalist)

Thai Honda Ladkrabang FC
- Thailändischer Zweitligavizemeister: 2017  ▲

Nongbua Pitchaya FC
- Thailändischer Zweitligameister: 2023/24  ▲